# Еттрік (Вірджинія)
Еттрік (англ. Ettrick) — переписна місцевість (CDP) в США, в окрузі Честерфілд штату Вірджинія. Населення — 7241 особа (2020).

## Географія
Еттрік розташований за координатами 37°14′50″ пн. ш. 77°25′51″ зх. д. / 37.24722° пн. ш. 77.43083° зх. д. (37.247306, -77.430756). За даними Бюро перепису населення США в 2010 році переписна місцевість мала площу 7,80 км², з яких 7,61 км² — суходіл та 0,19 км² — водойми.

## Демографія
Згідно з переписом 2010 року, у переписній місцевості мешкали 6682 особи в 1551 домогосподарстві у складі 1010 родин. Густота населення становила 856 осіб/км². Було 1746 помешкань (224/км²).
Расовий склад населення:
| - 78,4 % — чорних або афроамериканців - 17,4 % — білих - 0,3 % — корінних американців - 0,3 % — азіатів |

До двох чи більше рас належало 2,7 %. Частка іспаномовних становила 2,9 % від усіх жителів.
За віковим діапазоном населення розподілялося таким чином: 14,5 % — особи молодші 18 років, 79,0 % — особи у віці 18—64 років, 6,5 % — особи у віці 65 років та старші. Медіана віку мешканця становила 21,0 року. На 100 осіб жіночої статі у переписній місцевості припадало 75,0 чоловіків; на 100 жінок у віці від 18 років та старших — 70,3 чоловіків також старших 18 років.
Середній дохід на одне домашнє господарство становив 57 282 долари США (медіана — 52 216), а середній дохід на одну сім'ю — 65 007 доларів (медіана — 60 000). Медіана доходів становила 37 292 долари для чоловіків та 32 083 долари для жінок. За межею бідності перебувало 13,9 % осіб, у тому числі 19,3 % дітей у віці до 18 років та 2,4 % осіб у віці 65 років та старших.
Цивільне працевлаштоване населення становило 2021 осіб. Основні галузі зайнятості: освіта, охорона здоров'я та соціальна допомога — 24,8 %, мистецтво, розваги та відпочинок — 20,7 %, роздрібна торгівля — 16,9 %.